# Hammerschmiede Grafing

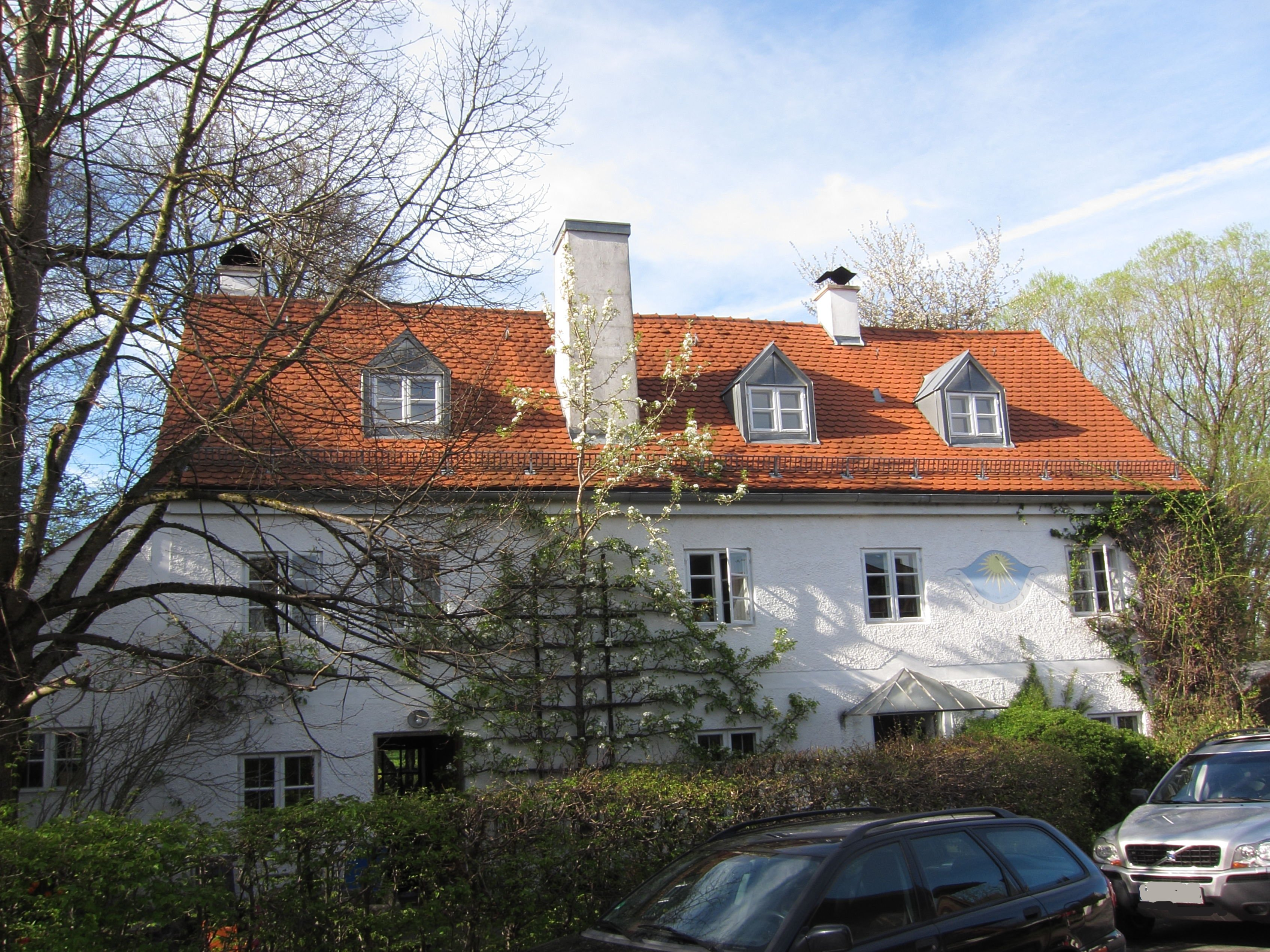
Hammerschmiede Grafing

Die Hammerschmiede Grafing wurde 1664 in Grafing erbaut und wurde bis zum Jahre 1977 durchgehend als Schmiede genutzt. Sie steht unter Denkmalschutz.
Nach dem Tod des letzten Schmieds Johann Prabst wurde der Schmiedebetrieb eingestellt und das Gebäude verfiel zunehmend. Der neue Eigentümer restaurierte das einsturzgefährdete Gebäude von 1989 bis 1993. Aus der Schmiede wurde ein Wohnhaus. Für die gelungene Restaurierung wurde im Jahr 1994 die Europa-Nostra-Medaille verliehen.